# 1. FC Union Berlin (női csapat)
Az 1. FC Union Berlin sportegyesületének női labdarúgócsapata 1969-ben jött létre. A német első osztályban szerepel.

## Klubtörténet
A férfi csapat 1968-as kupagyőzelmét követően a klub edzőpályát és felszerelést biztosított a környékbeli hölgyeknek, majd létrehozta Kelet-Berlinben a női szekcióját. A női csapat edzéseit az Union férfi csapatából Bernd Müller és Bernd Vogel vezényelte és 1970. január 17-én lejátszották első mérkőzésüket az Union fiúcsapata ellen.
Mivel az NDK labdarúgó-szövetsége nem népszerűsítette, hanem beolvasztotta a női labdarúgást a népszerű sportágazatba, így a női labdarúgók csatlakoztak a BSG Kabelwerk Oberspree-hez.
1990-ben alakult meg újra a női szakág a feloszlott BSG Kabelwerk Oberspree labdarúgóinak átigazolásával, akik részt vettek, az utolsó alkalommal megrendezett 1990–91-es keletnémet bajnokságban, ahol a nyolcadik helyen fejezték be a szezont. Következő idényükben az Oberliga északkeleti bajnokságában szerepeltek, de a tabella kieső helyén végeztek, legközelebb pedig csak 2001-ben tértek vissza a Regionalligába. 2007-ben a másodosztályba jutottak és pár ingázást követően (a másod- és harmadosztály között), a 2024–2025-ös pontvadászatot az 1. helyen fejezték be és történetük során első alkalommal szerepelhetnek a legfelsőbb osztályban.  

## Stadion

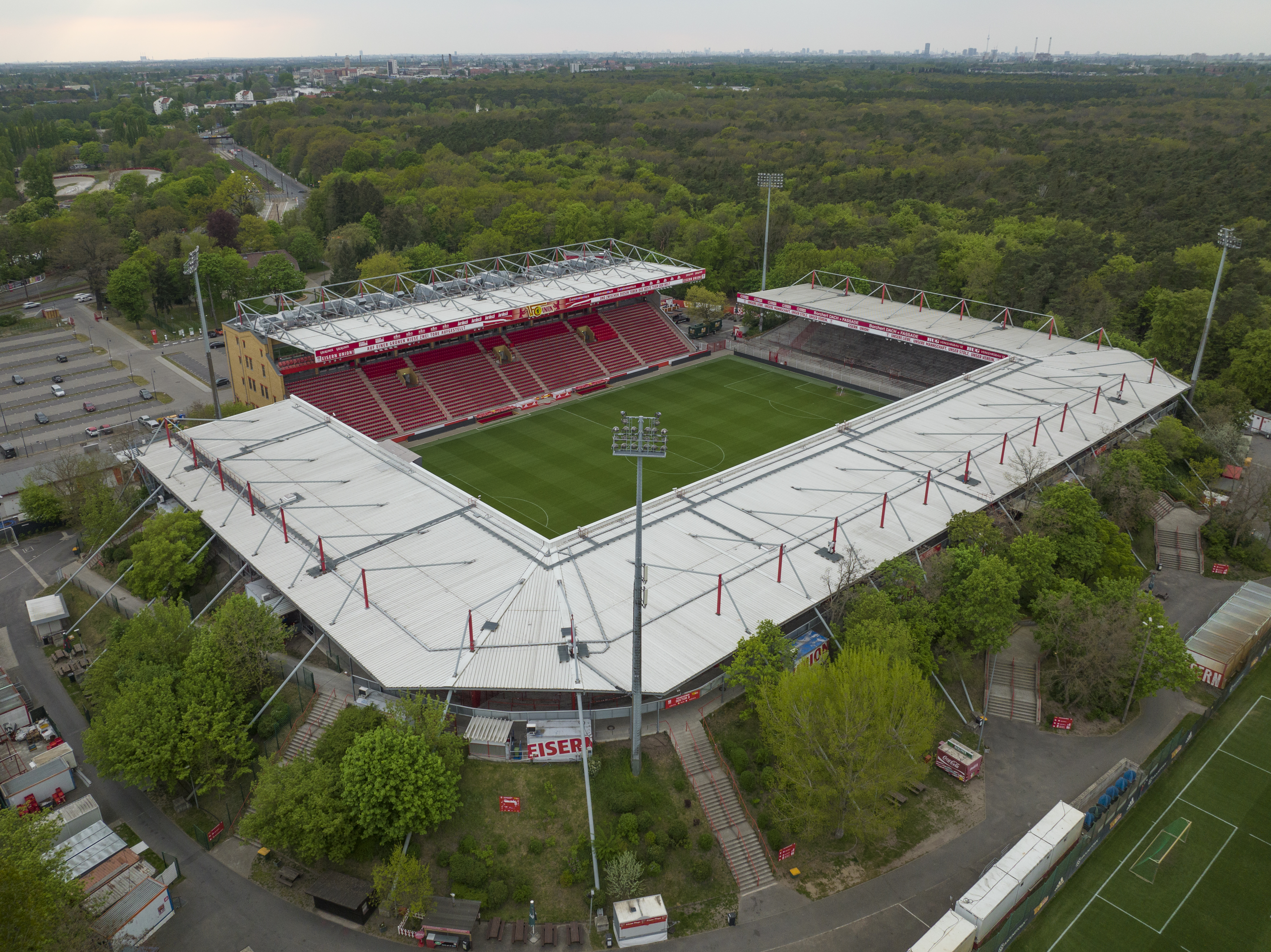
An der Alten Försterei Stadion

2024-ig az adlershofi Fritz-Lesch-Sportplatz adott otthont a női csapatnak. A 2. Bundesligába való feljutás óta a hazai mérkőzéseiket a Stadion An der Alten Förstereiben játsszák.
A 2024/25-ös szezon utolsó fordulójában játszott, FSV Gütersloh elleni mérkőzést 20 132 néző tekintette meg, mellyel új nézőcsúcsot állítottak be. Ugyanebben a szezonban átlagosan 7190 nézővel az Union Berlin női csapata Németország leglátogatottabb női profi csapata, és Európa egyik leglátogatottabb női labdarúgó-csapata volt.

## Eredmények
- Másodosztályú bajnok (1): 2024–25
- Harmadosztályú bajnok (5): 2006–07, 2015–16, 2017–18, 2018–19, 2023–24
- Bayernliga bajnok (3): 1998–99, 2008–09, 2012–13

## Játékoskeret
2025. augusztus 16-tól
| #  |     | Poszt | Név                 |
| -- | --- | ----- | ------------------- |
| 1  | GER | K     | Cara Bösl           |
| 12 | GER | K     | Melanie Wagner      |
| 28 | SUI | K     | Nadine Böhi         |
| 2  | GER | V     | Tomke Schneider     |
| 4  | GER | V     | Anna Aehling        |
| 5  | GER | V     | Katja Orschmann     |
| 17 | GER | V     | Judith Steinert     |
| 19 | GER | KP    | Samantha Steuerwald |
| 21 | GER | V     | Anna Weiß           |
| 24 | TUR | V     | Fatma Şakar         |
| 25 | FIN | V     | Ida Heikkinen       |
| 6  | GER | KP    | Celine Frank        |
| 7  | GER | KP    | Lisa Heiseler       |

| #  |     | Poszt | Név                 |
| -- | --- | ----- | ------------------- |
| 8  | SVN | KP    | Korina Janež        |
| 20 | GER | KP    | Leonie Köster       |
| 27 | GER | KP    | Jenny Hipp          |
| 31 | POL | KP    | Tanja Pawollek      |
| 77 | GRE | KP    | Athanázia Moraitú   |
| 9  | GER | CS    | Sophie Weidauer     |
| 10 | AUT | CS    | Eileen Campbell     |
| 11 | GER | CS    | Dina Orschmann      |
| 14 | BEL | CS    | Hannah Eurlings     |
| 16 | FIN | CS    | Elli Seiro          |
| 23 | GER | CS    | Nele Bauereisen     |
| 29 | GER | CS    | Antonia Halverkamps |
| 42 | AUT | CS    | Naika Reissner      |

## Korábbi híres játékosok
| - Marie Becker - Anouk Blaschka - Hannah Kratz - Maria Cristina Lange - Charleen Niesler - Pia Metzker - Zita Rurack - Ginger Schulz - Sophie Trojahn | - Eleni Markou - Sarah Pavičić - Sarah Abu Sabbah - Yasmin Ben Houssine - Nadia Pearl |